# 御名方守矢
御名方 守矢（みなかた もりや）は、SNKの対戦型格闘ゲーム『月華の剣士』シリーズなどに登場する架空の人物。担当声優は橋本潤。

## キャラクター設定
『月華の剣士』シリーズのもう一人の主人公。赤い長髪を後ろで縛り、着物の上からインバネスコート（とんび）を羽織っている。ピアスやブレスレットなどの西洋的な装飾品も身につけている。
没落士族の息子だったが、剣術の才能を認められて慨世に引き取られる。楓と雪の義兄に当たる。
17歳の時、嘉神慎之介によって慨世を殺害される。その現場を目撃した守矢は嘉神の首に一太刀を浴びせたものの取り逃し、遅れて到着した楓は血の付着した刀を持った彼の姿を見て慨世を斬ったのが守矢の仕業だと思い込んでしまった。
激昂した楓は守矢に斬り掛かるが、自責の念に駆られた守矢は抵抗せずにその攻撃を受け、そのまま姿を消す。この事件により、楓と守矢との間に誤解が生じたまま、闘いに突入することになる。
嘉神の事件後は再び修行の旅に出るが、懐かしくも邪悪な気配を感じ取り、己の過去を清算するため地獄門へ向かう。
慨世の死後に修行の日々を過ごす中で彼から教えを受けた剣術にアレンジを加えており、同じく慨世を師とする楓とは戦闘スタイルに違いが多い。
初の外部出演作である『ネオジオバトルコロシアム』（以下『NBC』）では、草薙京に対しての勝利台詞で「草薙の名を師匠（慨世）から聞いたことがある」と話している。
外見のモデルは漫画『無限の住人』の天津影久とされる。また名前のモデルは建御名方神と洩矢神（守矢神）。

## ゲーム上の特徴
持ち技が全体的に高性能で、連殺斬から各種必殺技に繋げると大きなダメージを与えることができる。反面、コマンドの一部分が重複している技が多く、発動したい技と別の技が暴発してしまうことがあり、慎重な操作が求められる。

## 技の解説
どれも月をモチーフにした技名が付けられており、原則的に武器による攻撃は「逸刀」、武器以外の攻撃（蹴りや素手での攻撃）は「無手」もしくは「帯刀」が技名に付く。

### 通常技
| 操作         | 立ち       | しゃがみ       | ジャンプ   | 立ち（素手） | しゃがみ（素手） | ジャンプ（素手） |
| ------------ | ---------- | -------------- | ---------- | ------------ | ---------------- | ---------------- |
| 弱斬り       | 逸刀・如月 | 逸刀・月不見   | 逸刀・凄辰 | 無手・如月   | 無手・月不見     | 無手・凄辰       |
| 強斬り       | 逸刀・弥生 | 逸刀・桐月     | 逸刀・神楽 | 無手・弥生   | 無手・桐月       | 無手・神楽       |
| 蹴り         | 帯刀・白露 | 帯刀・白露下段 | 帯刀・雨水 | 無手・寒露   | 無手・寒露下段   | 無手・雨水       |
| 弾き         | 月読・上弦 | 月読・下弦     |            |              |                  |                  |
| ダッシュ攻撃 | 活殺・幻月 | 活殺・幻月     |            |              |                  |                  |
| 弾き後攻撃   | 花残・追   | 花残・追       |            |              |                  |                  |
| 打ち上げ斬り | 逸刀・天晧 |                |            |              |                  |                  |
| 防御不可斬り | 逸刀・月破 |                |            |              |                  |                  |

### 奥義（必殺技）
逸刀・朧 〔いっとう おぼろ〕
刀を鞘に収め、遠い間合いまで届く居合い抜きを決める。コマンド入力時のボタンで「上段」「中段」「下段」と攻撃位置が異なるものになる。またボタン押し続けで鞘から抜かないまま待機でき、さらに追加入力で攻撃せず構えを解くことができる。長時間押し続けると技のリーチと威力が驚異的に伸びるが、実戦で伸ばすのは不可能に近い。
技を出した後、ボタン再入力で再び刀を鞘に収める。ヒット数は減るが、この際ボタンをすぐ離すと前述の追加入力と同じ構え解除になり、これを利用して、ボタン連打しておくと硬直を短くできるというテクニックがある。
逸刀・新月 〔-しんげつ〕
円を描くように刀を振り上げる技で、発生が非常に早く、対空手段として使える。ガードされると隙ができる。
逸刀・双月 〔-そうげつ〕
「新月」からの追加技で、さらに踏み込んで再び刀で円を描く。動作自体は下記の「新月 裏」と同じもの。『月華』では剣質が「技」か「極」でのみ使用可能で、「新月」がヒットかガードされたときのみ出すことができる。ただし、空中の相手に「新月」を当てると、その後の「双月」が空振りに終わることがある。ガードされると大きな隙ができるが、ヒット時はダウン回避は不可でダウン追い討ちも確定で入り、総合では「技」でも相当のダメージを与えられる。

逸刀・新月、裏 〔-しんげつ うら〕
大きく踏み込んで、「新月」とは逆向きに刀を振り上げる。動作の隙は「新月」よりも大きい。『NBC』では踏み込んでいる間、相手をすり抜けられるようになった。
逸刀・月影 〔-つきかげ〕
踏み込みつつ連続で斬りつけていく。連続入力技で、途中から「歩月」を除く他の必殺技に派生できる。昇華対応技。
『幕末浪漫 月華の剣士』（以下『一幕』）では弱・強ともに3回まで入力可能で、2段目ヒットで相手を浮かせ、3段目で地面に叩き落としてダウンさせる。3段目ヒット後は追い討ちも確定で入る。
『幕末浪漫第二幕 月華の剣士 〜月に咲く華、散りゆく花〜』（以下『二幕』）では仕様が大きく変更され、弱は3回まで入力する点は変わらないが、剣質が「技」の時のみ2・3段目のモーションが変わり、2段目で相手を浮かせられなくなり、3段目のヒット効果もダウンからのけぞりに変更された。「力」「極」では『一幕』とほぼ変わらない。どちらも他の必殺技に派生可能なほか、「技」では強の1段目にも派生できる。強は4回まで入力が可能になり、「力」「極」では3・4段目が前述の「技」での弱の2・3段目と同じモーション・ヒット効果になり、逆に「技」での3・4段目は「力」「極」での弱の2・3段目（つまり『一幕』での2・3段目）と同じモーション・ヒット効果となる。
『NBC』では弱・強ともに『二幕』の「力」「極」に準じた仕様だが、派生は「新月」か「新月 裏」に限定され、また強の3・4段目のヒット効果が浮かせ→叩きつけに変わっている。
帯刀・歩月 〔たいとう・ほげつ〕
瞬速の踏み込みで移動する技で攻撃能力は一切無い。ボタンにより出現する位置が決まるが、出現直後に隙が生じる。移動中にボタンを追加入力すると、出現と同時に「朧」を出せる。『一幕』では素手状態でも出せる技で、その場合のみ技名は「無手・歩月 〔むて ほげつ〕」となる。
『NBC』ではコマンドが変更された。

### 超奥義（超必殺技）
活殺・十六夜月華 〔かっさつ いざよいげっか〕
技の名前を叫びながら、「逸刀・朧」を計16回連続で繰り出していく。相手との間合いが離れすぎていると、全段ヒットしない。また、ガードされた時の隙は大きい。『月華』では最後までヒットするとダウンを奪えるが、『NBC』ではダウンしなくなった。

### 潜在奥義
活殺・乱れ雪月花 〔かっさつ みだれせつげつか〕
突進後、背景が暗転する中で相手に連続斬撃を決める乱舞技。発生は早く、連続技にも組み込める。その威力も潜在奥義に相応しく、非常に大きい。

### 乱舞奥義
活殺・白夜 〔かっさつ びゃくや〕
守矢の乱舞奥義は李烈火や斬鉄と同様にテクニカルタイプ。一部ルートのみフィニッシュで相手をダウンさせられない。

### その他
殺心・乱れ双月華 〔さっしん みだれそうげっか〕
『NBC』での楓とのアナザーダブルアサルト（守矢から発動する場合のみ）。始動攻撃がヒットすると「乱れ雪月花」と同様に乱舞攻撃して、「歩月」で消えると後ろからやってきた楓が引き続いて乱舞攻撃を行い、最後に楓が「新月」に似た動作で打ち上げた後に守矢が出現して、さらに「新月」で空中追撃する。

## 関連人物
- 慨世 ― 養父・剣の師匠
- 楓 ― 義弟
- 雪 ― 義妹
- 玄武の翁 ― 楓の師匠
- 嘉神慎之介 ― 慨世を殺害した怨敵